# Ranunculus platensis
Ranunculus platensis là một loài thực vật có hoa trong họ Mao lương. Loài này được A. Spreng. miêu tả khoa học đầu tiên năm 1828.